# Saint-Valbert
Saint-Valbert korábbi község (település) Franciaországban, Haute-Saône megyében. 2019. január 1-jén Fougerolles községgel egyesült és Fougerolles-Saint-Valbert új község része lett.
Lakosainak száma 239 fő (2018. január 1.). Saint-Valbert Fougerolles, Fontaine-lès-Luxeuil, Froideconche és Luxeuil-les-Bains községekkel határos.

## Népesség
A település népessége az elmúlt években az alábbi módon változott:
| Lakosok száma | 243  | 245  | 237  | 239  |
|               | 2013 | 2015 | 2017 | 2018 |